# Punta Cana

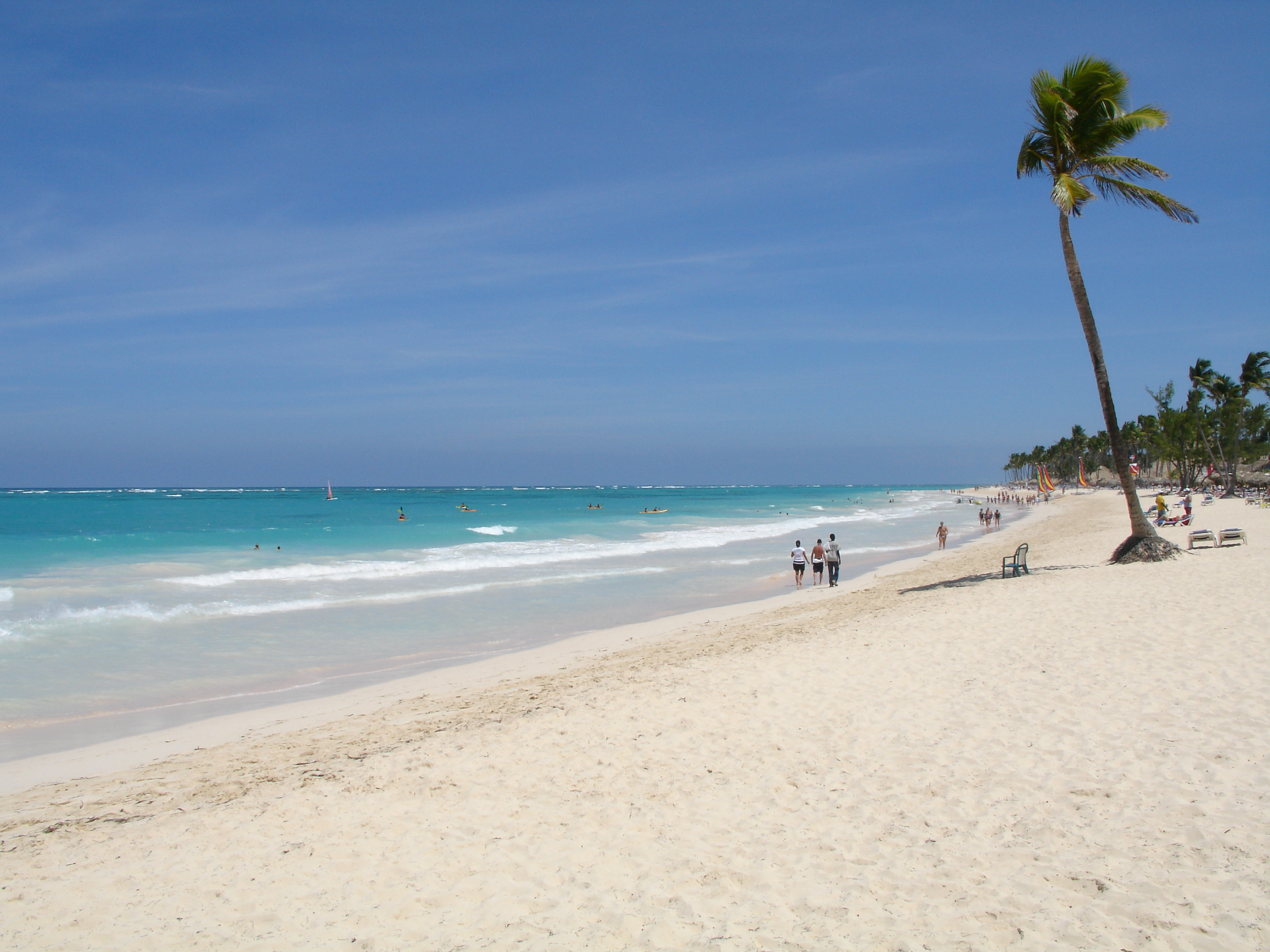
Playa Bavaro, Punta Cana, Republika Dominikany

Punta Cana – najdalej na wschód wysunięty przylądek Dominikany w prowincji La Altagracia na Wybrzeżu Kokosowym (hiszp. La Costa del Coco) o długości 64 km. Na półwyspie znajduje się przylądek Engaño – najdalej na wschód wysuniętym skrawku Dominikany.
Na Punta Cana znajduje się miejscowość o takiej samej nazwie. 
W pobliżu mieści się port lotniczy Punta Cana International Airport (PUJ), mający bezpośrednie połączenie z lotniskami europejskimi, m.in. z Madrytem (Port lotniczy Madryt-Barajas), Paryżem (Paryż-Roissy-Charles de Gaulle), Frankfurtem nad Menem (Port lotniczy Frankfurt) i Berlinem (Port lotniczy Berlin-Tegel).
Punta Cana to popularny region turystyczny znany z plaż o białym piasku.
Strefy turystyczne i plaże:
- Punta Cana z 502 ha rezerwatem Indian Eyes i z 15 ha Parkiem Ekologicznym Punta Cana, mega ośrodek Cap Cana, trzy pola golfowe, Marina Cap Cana, plaża Junillo.
- Bávaro z plażami El Cortecito i Bávaro, Parkiem Manatí, Narodowym Rezerwatem de Vida Silvestre Laguna Bávaro y El Caletón (las namorzynowy).
- Uvero Alto z plażą Arena Gorda, przylądkiem i plażą Macao oraz plażą Boca de Maimón.